# Gerald Reitlinger
Gerald Roberts Reitlinger (1900, Londres-1978, Gran Bretaña) fue un historiador de arte, específicamente de cerámica asiática, y un erudito sobre los cambios históricos en el gusto y el arte, y su reflejo en los precios del arte. Tras la Segunda Guerra Mundial, Reitlinger escribió tres voluminosos libros sobre la Alemania Nazi. Fue también pintor y coleccionista, principalmente de cerámica. Los trabajos más importantes de Reitlinger fueron: La Solución Final (1953), Las SS: Coartada de una nación (1956), y entre 1961-1970 publicó La Economía del Gusto en tres volúmenes.

## Carrera
Nació en Londres, y sus padres fueron Albert Reitlinger y su mujer Emma Brunner. Reitlinger fue educado en la Escuela de Westminster en Londres antes de un breve servicio con el Middlesex Regiment al final de la Primera Guerra Mundial. Entonces comenzó a estudiar historia, concentrándose en Historia del Arte, en la Iglesia de Cristo, la Universidad de Oxford y después la Slade School of Fine Art y la Westminster School of Art. Durante este tiempo también trabajó como editor en Drawing and Design, un periódico ''devoto al arte como valor nacional'', y exhibió sus propias pinturas en Londres. En los años 30 tomó parte de dos excavaciones arqueológicas en Oriente Próximo, la primera financiada por el Field Museum de Chicago en Kish, ahora en Irak, y la segunda en 1932 al Al-Hirah, financiada por Oxford, donde fue codirector junto con David Talbot Rice. Estas excavaciones inspiraron no sólo su libro Una Torre de Cráneos: un Viaje a través de Persia y la Armenia Turca publicado en 1932, sino también su interés de coleccionismo en la cerámica islámica.
Durante la década de 1950, escribió dos libros sobre el Holocausto: Las SS: Coartada de una Nación y La Solución Final, que alcanzaron igualmente grandes ventas. En el segundo, alegó que las afirmaciones soviéticas de que la cantidad de muertes de Auschwitz situada en los 4 millones era "ridícula", y sugiere a su vez una cifra alternativa de 800.000 a 900.00 muertos; siendo aproximadamente de 4,2 a 4,5 millones su estimación para el número total de muertes judías en el Holocausto. Los estudiosos posteriores generalmente han aumentado el conservador número total de muertes establecido por Reitlinger, aunque su libro era todavía descrito en 1979 como "ampliamente considerado como cuenta definitiva".
En 1961, publicó el primer de tres volúmenes de La Economía de Gusto, un trabajo sobre el mercado de arte del decimoctavo siglo en adelante, centrado mayoritariamente en Gran Bretaña y Francia, con mucha información detallada en precios históricos, y un comentario muy animado, aunque el revisor para El Burlington de la Revista de Volumen III le criticó de tener "un tono de provocativa frivolidad".

## Publicaciones principales
- Una Torre de Cráneos: un Viaje a través de Persia y Armenia turca, Londres: Duckworth, 1932.
- Del sur de las Nubes: un Paseo de Invierno a través de Yün-nan, Londres: Faber & Faber, 1939.
- La Solución Final, Nueva York: Beechhurst Prensa, 1953.
- El SS: Coartada de una Nación, Londres: Heinemann, 1956 ISBN 978-0-13-839936-8
- La Casa construida sobre arena, los conflictos de la política alemana en Rusia, Londres: Weidenfeld y Nicolson, 1960.
- La Economía del Gusto, (tres volúmenes) Londres: Barrie y Rockliffe, 1961–1970.